# Paschal Grousset
Pour les articles homonymes, voir Grousset.
 (février 2023).
Si vous disposez d'ouvrages ou d'articles de référence ou si vous connaissez des sites web de qualité traitant du thème abordé ici, merci de compléter l'article en donnant les références utiles à sa vérifiabilité et en les liant à la section « Notes et références ».
Paschal Grousset, né le 7 avril 1844 à Corte (Corse) et mort le 9 avril 1909 à Saint-Mandé — connu également sous les pseudonymes Docteur Flavius, André Laurie, Philippe Daryl, Léopold Virey et Tiburce Moray —, est un journaliste, homme politique et écrivain français.
Il a une formation variée et une vie très mouvementée. Il participe notamment de façon active à la Commune de Paris, avant de devenir député sous la Troisième République.

## Biographie
Né en Corse, Jean-François Paschal Grousset vécut un temps à Grisolles, village de Tarn-et-Garonne d'où sa famille est originaire. Il devient bachelier après des études secondaires au lycée Charlemagne à Paris. Il étudie ensuite la médecine durant 4 ans, est reçu au concours d’externat en 1865 puis abandonne et se tourne alors vers le journalisme ; il signe ses articles du pseudonyme Philippe Daryl.

### La politique
Grousset est un opposant résolu au régime impérial (non sans quiproquo, beaucoup le considérant à ses débuts comme bonapartiste, puisque corse). Il devient rédacteur en chef de La Marseillaise d'Henri Rochefort.

#### L'affaire Victor Noir
Son journal prend part à une polémique assez forte entre deux journaux corses. S'estimant diffamé dans un article signé par Pierre-Napoléon Bonaparte, cousin de Napoléon III, Grousset lui envoie ses collaborateurs Victor Noir et Ulric de Fonvielle pour convenir d'une réparation par les armes. La rencontre de Noir et de Bonaparte tourne mal ; Noir est assassiné. Bonaparte est condamné par la Haute Cour de justice à payer des dommages et intérêts. Les journalistes de La Marseillaise Henri Rochefort, Wilfrid de Fonvielle, Olivier Pain et Grousset, quant à eux, sont condamnés pour outrage à l'Empereur durant le procès et emprisonnés à la prison Sainte-Pélagie.

#### La Commune
Malgré ses opinions, il s’engage durant la guerre de 1870. Au moment de la Commune de Paris, il commence une troisième carrière d'homme politique. Le 26 mars 1871, il est élu membre du Conseil de la Commune par le XVIIIe arrondissement puis est désigné comme délégué aux relations extérieures ; il n'a guère de succès à ce poste et Henri Rochefort dit de lui : « Il avait plus d'extérieur que de relations ». Son engagement politique et son travail dans le journalisme le conduisent à s’occuper des problèmes relatifs à l’enseignement. Il est également membre de la commission exécutive. Il vote pour la création du Comité de Salut public.

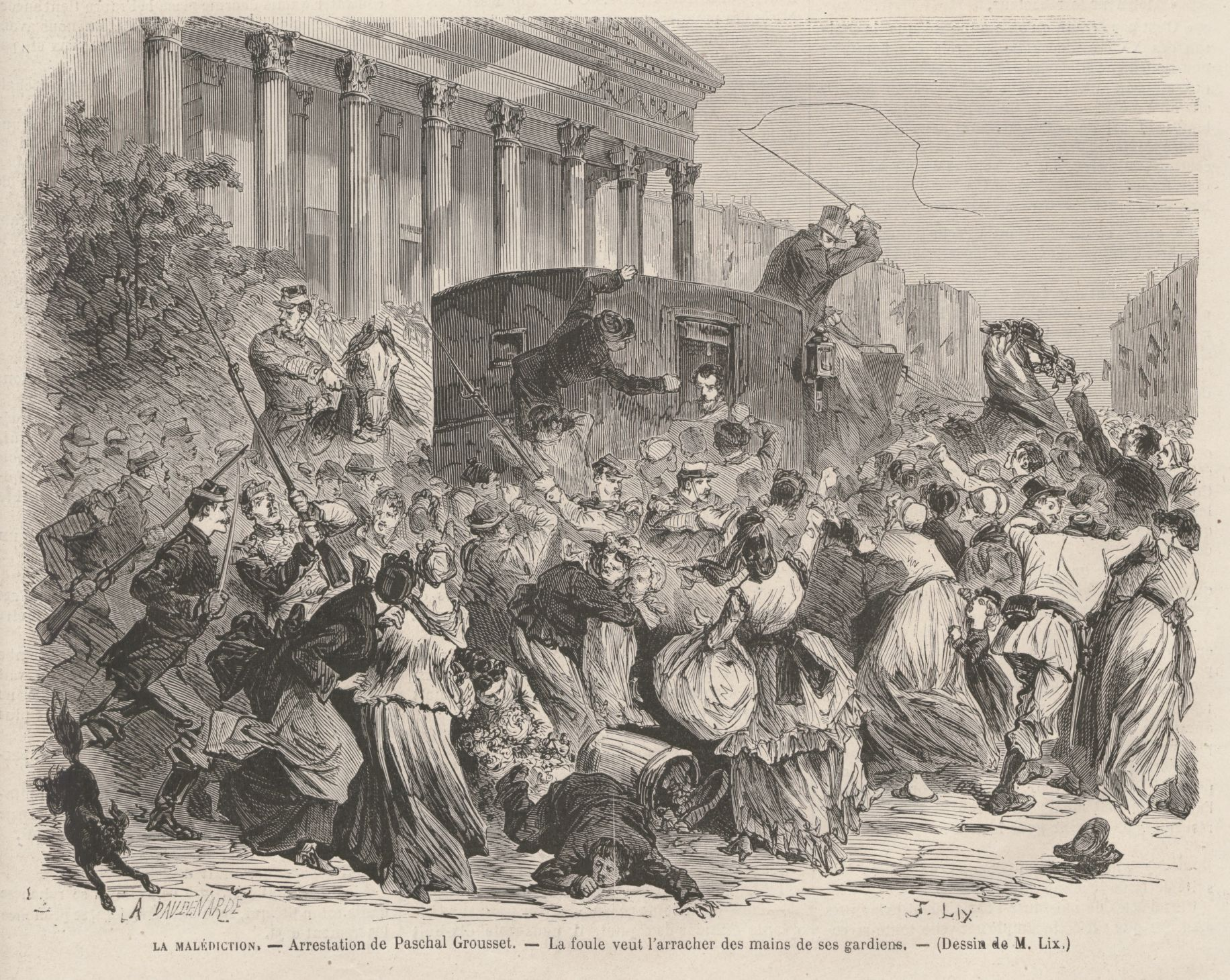
La foule tentant d'empêcher l'arrestation de Paschal Grousset en juin 1871, par Frédéric Lix.

Après l'écrasement de la Commune, il est arrêté et condamné à la déportation en Nouvelle-Calédonie où il arrive en 1872. Il s’en échappe en 1874 en compagnie d'Henri Rochefort, Olivier Pain, Achille Ballière et François Jourde. L'épisode est le sujet du tableau d'Édouard Manet, L'Évasion de Rochefort.
Il rejoint l'Australie puis se réfugie en Angleterre où il enseigne. Il rentre en France lors de l’amnistie de 1880.

#### La députation
En 1893, il devient député socialiste indépendant du 12e arrondissement de Paris et le reste jusqu’à sa mort. Il vote la loi de séparation des Églises et de l'État en 1905. Il est l'auteur de plusieurs mesures favorables aux milieux les plus démunis. On lui doit notamment l'électrification de plusieurs musées et librairies parisiens et leur ouverture tardive ; il espérait par là amener les masses populaires à la culture. Si Grousset est profondément socialiste dans ses idées, il n'est pas pour autant internationaliste, l'engagement à gauche s'inscrivant pour lui dans un cadre avant tout patriotique.

### La littérature

#### André Laurie
Écrivain pour la jeunesse sous le pseudonyme d'André Laurie, il débute en proposant à l'éditeur Hetzel deux ébauches de romans qui, remaniés par Jules Verne, donneront : Les Cinq Cents Millions de la Bégum et L'Étoile du Sud. 
Selon Simone Vierne, il aurait « abandonné » de la même manière sous le poids de l'endettement une de ses œuvres à Jules Sandeau, Madeleine. Toutefois cette supposition reste extrêmement douteuse, puisque l'ouvrage en question paraît en 1848 (Grousset aurait alors eu 4 ans).
Vient ensuite, en 1885, L'Épave du Cynthia, roman qui est cette fois-ci cosigné par Verne. On sait aujourd'hui que ce roman a été entièrement écrit par Grousset.
Il va s'affirmer grâce à la série des Vies de collège dans tous les pays et à ses Romans d'aventure toujours édités chez Hetzel, en particulier : L'Héritier de Robinson (1884), Le Capitaine Trafalgar (1886), Les Exilés de la Terre (1887), De New York à Brest en sept heures (1889), Le Secret du mage (1890), Le Rubis du grand Lama (1892), Atlantis (1895), Le Maître de l'abîme (1905) et Spiridon le muet (1909) qui lui vaut le prix Nocturne 2009. On lui doit également une traduction de L'Île au trésor de Robert Louis Stevenson.

#### Philipe Daryl
Il a aussi signé sous le pseudonyme de Philippe Daryl le roman Wassili Samarin (1886) qui, en réalité, a été écrit par son ami Robert Caze. Ce roman était paru auparavant en feuilleton dans le journal Le Temps du 18 octobre 1882 au 5 janvier 1883, sous le pseudonyme de Tiburce Moray.

#### Tiburce Moray et Robert Caze
Il semble en l’occurrence qu’il ait utilisé ici son ami Robert Caze pour écrire ce roman, d’après Charles-Joseph Gigandet dans les Actes de la société jurassienne d'émulation de 1916, p. 59-61 : « Wassili Samarin, signé Tiburce Moray, paraissant dans Le Temps, vers 1884, si je me rappelle bien. Je me mis par hasard à parcourir ce feuilleton et fus très intrigué en voyant que l'action se passait à Berne et à Porrentruy en reconnaissant l'exactitude des descriptions. Quelque temps après, étant allé voir Robert Caze dans son appartement de la rue Rodier, je lui fis part de la chose. Pour toute réponse, il tira, du meuble où s'entassaient ses manuscrits et ses plans de romans, un gros cahier rempli de sa claire, régulière, élégante écriture. C'était Wassili Samarin ! Pourquoi Philippe Daryl a omis ensuite de faire mention de son collaborateur dans le volume paru chez Hetzel ? Je l'ignore. »
Virgile Rossel nous en apprend un peu plus dans La Semaine littéraire du 24 juillet 1897 : « En attendant, il […] s'attelait de nouveau à son interminable roman, Dimitri Koulcheff, – qui parut plus tard en feuilleton dans le Temps, – puis en volume, sous une autre signature que la sienne et sous un titre différent (Wassili Samarin). Remanié, ou non ? Je l'ignore. »

### L'éducation physique

#### Philippe Daryl, l'observateur du sport
Ses articles sur le sport et l'éducation, publiés dans le journal Le Temps sous le pseudonyme de Philippe Daryl, ainsi que son ouvrage La Renaissance physique (1888), proposent une vision communarde des pratiques physiques opposée à la vision « versaillaise » des pratiques sportives. Il souhaite valoriser les plus faibles et les plus en difficulté ainsi que le plus grand nombre de pratiquants contrairement au modèle sportif qui valorise le champion et le plus petit nombre. 
Bien qu'il cherche davantage à promouvoir les jeux français que les sports anglais qu'il discrédite dans plusieurs de ses articles, il écrit un tome de l'Encyclopédie des sports (1892) consacré aux jeux de balles et de ballons et est l'un des principaux artisans de l'introduction du football en France.
Il s'est aussi intéressé au canotage et au sport tout nouveau pour l'époque du yachting à voile dont le grand champion et promoteur était le peintre Gustave Caillebotte. Il écrit divers articles dans la revue Le Yacht, publie un livre qui constitue en 1890 un point sur l'« état de l'art » dans ce domaine(ce livre a été numérisé et est consultable en ligne). Il se livre même à un exercice de « yachting fiction » en envisageant ce que pourrait être un voilier de course de la jauge « un tonneau » du CVP (une création de Caillebotte) en 1990, cent ans plus tard. Même si dans cet exercice il se montre moins prophétique que Jules Verne (la « jauge Caillebotte » fut éphémère), il pressent néanmoins le rôle futur des nouveaux matériaux légers : son voilier du futur a une coque et des espars en « ixium », un métal fictif dont les caractéristiques, légèreté, résistance et flexibilité, sont à très peu près celles des composites en fibre de carbone, utilisés sur les actuels voiliers de haute performance.

#### LaLigue nationale d'éducation physiquecontre les idées reçues
En octobre 1888, il crée la Ligue nationale d'éducation physique qui, globalement, rejette la compétition sportive en la considérant comme politiquement et moralement néfaste. Il s'oppose ainsi frontalement à Jules Simon qui a créé en juin de la même année un Comité pour la propagation des exercices physiques. En effet, si Grousset est favorable à la pratique des sports en tant qu'hygiène de vie, il rejette toute idée de compétition, au profit d'un idéal de fraternisation et d'éducation populaire. Cela le place, à tous les égards (tant en politique qu'au niveau de l'idéal sportif), totalement à l'opposé d'un Pierre de Coubertin. Grousset, le vieux et Coubertin, le jeune, se détestent réciproquement. Coubertin écrit dans une correspondance avec Philippe Tissié : Ce « Monsieur Paschal Grousset qui est un homme que je méprise et avec lequel je ne veux point avoir de rapports ».

## Publications

### Collaboration aux journaux et aux revues
- 1867, La Gazette de Paris
- 1867 à 1869, Le Figaro
- 1867 - 1869, L'Étendard
- 1869 à 1870 et 1877, La Marseillaise
- 1869 à 1870 et 1880, Le Rappel
- 1870, Le Peuple
- 1870, La Marseillaise
- 1871, La Bouche de fer
- 1871, L'Affranchi, journal des hommes libres
- 1871, La Nouvelle République
- 1879 à 1880, Le Mot d'Ordre
- 1879 à 1905, Le Magasin d'Éducation et de Récréation
- 1880, La Justice
- 1880, La Lanterne
- 1892, La Bouche de fer, politique et littéraire, nouvelle série
- 1895, La Revue illustrée
- 1902 à 1907, Le Globe-Trotter

### Paschal Grousset, la politique et l'exil
- Strasbourg, Boulogne, Présidence, Coup d'État, Empire, non publié, 1868
- Castagnary, P. Grousset, Ranc, F. Sarcey, Bilan de l'année 1868, politique, littéraire, dramatique, artistique et scientifique, 1868
- Le rêve d'un irréconciliable, Paris, Madre, 1869
- La régence de Décembostein, vaudeville politique en cinq actes, Paris, Madre, 1869
- Les origines d'une dynastie, le coup d'État de brumaire au VIII, Paris, A. Le Chevalier, 1869
- Les grands procès politique, - La conspiration du général Malet d'après les documents authentique, Paris, A. Le Chevalier, 1869
- Le 26 octobre, Paris, Madre, 1869
- P. Grousset, F. Jourde, Quatre mille Français en Océanie, in  Le courrier de l'Europe, 1874
- P. Grousset, F. Jourde, Les condamnés politiques en Nouvelle-Calédonie, récit de deux évadés, Genève, Imprimerie Ziegler, 1876
- L'affaire Dreyfus et ses ressorts secrets : précis, éd Godet et Cie, Paris, 1898. Gallica
  - L'Affaire Dreyfus, le mot de l'énigme, Paris, Stock, 1899
- Les leçons du 18 mars et Discours sur la tombe de Verdure, in A. Ballière, La déportation de 1871. Souvenir d'un évadé de Nouméa, Paris, Charpentier, 1899

### Philippe Daryl, d'ailleurs et du sport
- Divers
  - Récits de Grande-Bretagne et d'Irlande, in Le Temps, Non publié en volume, 1877
  - The picture amateur's handbook and dictionary of painters, London, Crosby Lockwood and Co. 1877
  - Le land Warrant, d'après Edward Eggleston, in Le Temps, Non publié en volume, 1880
  - A dictionary of painters and handbook for picture amateurs, London, Weales rudimentary series, 1883
  - L'aveu de Lilian, in Le Temps, non publié en volume, 1883 (roman)
  - Préface de Gordon C.G., Lettres de Gordon à sa sœur, écrites du Soudan, Paris, Hetzel, 1884
  - Préface de Monin E., La santé par l'exercice et les agents physiques, Paris, Doin, 1889
  - Le yacht, Paris, May et Mottéroz, 1890 https://archive.org/
  - Préface de Ville L., La lutte française, Paris, Librairie Mondaine, 1891
  - Histoire de deux enfants de Londres - Aventure nautique - Les bavardages de Fanny, Paris, Colin, 1891
- La vie partout
  - La vie publique en Angleterre, Paris, Hetzel, 1884
  - Signe Meltroë, mœurs berlinoises, Paris, Hetzel, 1884 (roman).
  - En yacht, Paris, Hetzel, 1885
  - Le monde chinois, Paris, Hetzel, 1885
  - Wassili Samarin, Paris, Hetzel, 1886 (roman)
  - La petite Lambton. scènes de la vie parisienne, Paris, Hetzel, 1886 (roman)
  - A Londres, notes d'un correspondant français, Paris, Hetzel, 1887
  - Les Anglais en Irlande, Paris, Hetzel, 1888
  - Renaissance physique, Paris, Hetzel, 1888
- Direction de publication de l'Encyclopédie des Sports
  - L'équitation moderne, Paris, May et Mottéroz, 1892
  - La vélocipédie pour tous, Paris, May et Mottéroz, 1892
  - Les jeux de balle et de ballon, football, paume, law-tennis, Paris, May et Mottéroz, 1894
  - Le sport de l'aviron, Paris, May et Mottéroz, 1895

### André Laurie, le romancier
- du collège et de l'aventure
  - La vie de collège en Angleterre, Paris, Hetzel, 1881
  - Mémoires d'un collégien / Un lycée de département, Paris, Hetzel, 1882
  - Une année de collège à Paris, Paris, Hetzel, 1883 (suite de Mémoires d'un collégien)
  - Histoire d'un Écolier Hanovrien, Paris, Hetzel, 1884
  - L'héritier de Robinson, Paris, Hetzel, 1884
  - Tito le florentin, Paris, Hetzel, 1885
  - À Laurie, Jules Verne L'Épave du Cynthia, Paris, Hetzel, 1885
  - Capitaine Trafalgar, Paris, Hetzel, 1886
  - Autour d'un lycée japonais, Paris, Hetzel, 1886 (illustré de 26 dessins du Japon de Félix Régamey)
  - Le bachelier de Séville, Paris, Hetzel, 1887
  - Les Exilés de la terre / Sêléné Company Limited, Paris, Hetzel, 1888, composé de :
    - Le nain de Rhadamèh, Paris, Hetzel, 1888.
    - Les naufragés de l'espace, Paris, Hetzel, 1888

  - Mémoires d'un Collégien russe, Paris, Hetzel, 1889
  - De New-York à Brest en sept heures, Paris, Hetzel, 1889
  - Le secret du mage, Paris, Hetzel, 1889
  - Axel Ebersen, le gradué d'Upsala, Paris, Hetzel, 1891
  - Le Rubis du Grand Lama, Paris, Hetzel, 1892
  - Un Roman dans la Planète Mars in La revue illustré, 1895 ; éditions Des barbares..., 2007
  - Atlantis, Paris, Hetzel, 1895
  - L'écolier d'Athènes, Paris, Hetzel, 1896
  - Gérard et Colette, Paris, Hetzel, 1897
  - L'oncle de Chicago, mœurs scolaire en Amérique, Paris, Hetzel, 1898
  - Le Filon de Gérard, Paris, Hetzel, 1900
  - Colette en Rhodésie, Paris, Hetzel, 1901
  - À travers l'université de l'Orient. Le tours du monde d'un bachelier, Paris, Hetzel, 1901
  - Le secret du volcan in Le Globe-Trotter, 1902-1903
  - L'escholier de la Sorbonne, Paris, Hetzel, 1903
  - Le toit du monde, aventure sur l'Himalaya, in Le Globe-Trotter, 1902-1904
  - Le Géant de l'Azur, Paris, Hetzel, 1904
  - Le maître de l'abîme, Paris, Hetzel, 1905
  - Un semestre en Suisse, Paris, Hetzel, 1905
  - L'obus invisible, in Le Globe-Trotter, 1905
  - Paris à Tombouctou, Hetzel non publié, 1905
  - Spiridon le Muet, in Le Globe-Trotter, 1906-1907 ; Rouff, 1908 ; éditions Des Barbares..., 2008
- le traducteur
  - cap. Mayne Reid, Le Chef au bracelet d'or, Paris, Hetzel, 1880
  - cap. Mayne Reid, La Terre-de-Feu, dernière œuvre de Mayne Reid, Paris, Hetzel, 1885
  - R. L. Stevenson, L'Île au trésor, Paris, Hetzel, 1885
  - R. Haggard, La découverte des mines de Salomon, Paris, Hetzel, 1888
  - cap. Mayne Reid, Aventures de chasse et de voyage, Paris, Hetzel, 1893
- Signé Jules Verne, les œuvres d'A. Laurie vendu à Hetzel
  - L'Héritage de Langevol publié sous Les Cinq Cents Millions de la Bégum, Paris, Hetzel, 1879
  - Le diamant Bleu publié sous L'Étoile du sud, le pays du diamant, Paris, Hetzel, 1884

### Pseudonymes, encore
- Léopold Virey
  - Madame de Léojac, Paris, Bureau du Figaro, 1869
- Tiburce Morey
  - Un ménage royal, Paris, Degorce-Cadot, 1882
  - Wassili Samarin, in Le Temps, 1882-1883, non publié en volume sous ce pseudonyme

### Autres
- Le Rocambole no 51, André Laurie, été 2010.
- Piero Gondolo della Riva. De qui est Franceville ?, Revue Jules Verne 7, 1999, p. 43-47.
- Bernard Noël, Dictionnaire de la Commune, Flammarion, collection Champs, 1978.
- Xavier Noël, Philippe Daryl (André Laurie), Revue Jules Verne no 37, Centre international Jules Verne, 2013, p. 85-105.
- André Laurie, Le Géant de l'Azur, réédition de ce roman pour la jeunesse par les Éditions des Lumières, 2024 ([9].

### Documentaire
- Jean-Luc Robert et Jean-Michel Gerber, Paschal Grousset explorateur du futur (3/6 de la série Les aventuriers de la République), la chaine Histoire, 2004.

### Notices biographiques
- Jules Clère, Les hommes de la Commune : Biographie complète de tous ses membres, Paris, Libraire-éditeur É. Dentu, 1871, xiv-195, 1 vol. in-18 (OCLC 457798492, lire en ligne sur Gallica), p. 96-98
- Paul Delion, Les membres de la Commune et du Comité central, Paris, A. Lemerre éditeur, août 1871, 446 p. (lire en ligne sur Gallica), p. 105-110
- Bernard Noël, Dictionnaire de la Commune, Coaraze, L'Amourier éditions, coll. « Bio », avril 2021 (1re éd. 1971), 799 p. (ISBN 978-2-36418-060-4, ISSN 2259-6976, présentation en ligne), p. 415-416
- « Notice Grousset Paschal, Jean, François. Écrit parfois Grousset Pascal », sur maitron.fr, Le Maitron, dictionnaire bibliographique du mouvement ouvrier et du mouvement social, Association Les Amis du Maitron (consulté le 9 août 2021)